# Пилипчук, Михаил Дмитриевич
Михаил Дмитриевич Пилипчук (укр. Михайло Дмитрович Пилипчук; 25 октября 1946 года, город Казатин) — украинский политик, городской голова Харькова в 1998—2002 годах, депутат Харьковского областного совета, член партии Возрождение. Ликвидатор Чернобыльской аварии. Заслуженный строитель Украины, награждён государственным орденом Украины «За заслуги» II и III степени, а также Командорским Крестом за заслуги Республики Польша. Председатель Международного фонда памяти Бориса Чичибабина. Почётный гражданин Харькова.

## Образование и работа на производстве
Михаил Пилипчук получил высшее образование, окончив Киевский политехнический институт в 1969 году. По распределению был направлен на Харьковский завод тракторных двигателей. На заводе сменил несколько должностей: инженер-теплоэнергетик, секретарь комитета комсомола, заместитель начальника электроремонтного цеха, заместитель секретаря парткома завода и секретарь парткома завода.

## Политическая карьера
В 1982 году Михаил уходит с завода, чтобы заняться политической деятельностью. Был избран народным депутатом Фрунзенского района города Харькова, где на протяжении 1982—1988 годов занимал должность второго секретаря Фрунзенского райкома КПУ. В 1986 году принимал участие в мероприятиях по устранению последствий аварии на Чернобыльской АЭС. С 1988 года неоднократно становится депутатом Харьковского горсовета, где занимает должности: заместитель председателя горисполкома, председатель горисполкома, заместитель председателя городского совета и секретарь городского совета.

## Городской голова
С 1996 года М. Пилипчук в течение двух лет исполнял обязанности городского головы Харькова. В 1998 году победил на выборах городского головы. Занимал должность городского головы до 2002 года, когда на очередных выборах победил Владимир Андреевич Шумилкин.

## Метрополитен и облсовет
За участие в запуске Алексеевской линии метрополитена М. Пилипчуку присвоено звание Заслуженного строителя Украины. В 2002 году назначается руководителем Харьковского метрополитена. На протяжении 2002—2004 гг. становится неоднократным победителем ежегодного Всеукраинского конкурса «Лучший работодатель года». В дальнейшем, с апреля 2006 года, занимает должность первого заместителя начальника метрополитена. М. Пилипчуку присвоено звание «Почётный работник Харьковского метрополитена», а также он был награждён знаком Министерства транспорта и связи Украины «Почётный работник транспорта Украины».
В 2004 году вступает в партию Возрождение. 26 марта 2006 года избирается народным депутатом в Харьковский облсовет, где становится членом комиссии по вопросам бюджета. В 2006 году награждён почётным знаком Харьковского облсовета «Слобожанская слава», а также Почётной грамотой председателя Харьковской облгосадминистрации. В 2007 году присвоено звание Почётного гражданина Харькова.